# Вооружённые силы Сан-Томе и Принсипи
Вооруженные силы Сан-Томе и Принсипи (порт. Forças Armadas de São Tomé e Príncipe, FASTP) — вооружённые силы островного государства Сан-Томе и Принсипи, которое расположено у берегов Западной Африки.
Вооружённые силы государства состоят из небольшого сухопутного и военно-морского контингента с ограниченным бюджетом. Располагаясь рядом со стратегически важным морским коридором связи в Гвинейском заливе, из-за недавней озабоченности по поводу проблем региональной безопасности, включая безопасность для танкеров, проходящих через этот район, военные и другие иностранные военно-морские силы, включая США, увеличили свою поддержку вооруженным силам страны, предоставив ей помощь в виде строительных проектов и учебных миссий, а также интеграции в международные программы обмена информацией, включая разведывательную.

## Формирования, финансирование и число военнослужащих
Вооружённые силы Сан-Томе и Принсипи очень малы, состоят из четырёх формирований: армии (Exército), береговой охраны (Guarda Costeira), президентской гвардии (Guarda Presidencial) и национальной гвардии. Воздушных сил нет. После окончания «холодной войны» военный бюджет страны неуклонно сокращался. Несмотря на открытие крупных запасов нефти в середине 2000-х годов, военные страны в значительной степени полагаются на иностранную финансовую помощь, и армия страны остается наименее финансируемой в Африке. В 2005 году военные расходы составили 581 729 долларов США, что составляет около 0,8 % валового внутреннего продукта Сан-Томе и Принсипи. По оценке за 2004 год было установлено наличие военного потенциала страны (мужчины в возрасте 15 — 49 лет) — 38 347 человек, с оценкой «пригодны для военной службы» — 20 188 человек. В 2009 года сообщалось, что вооружённые силы состояли всего из 300 солдат, численность была уменьшена с 600 человек после неудачной попытки государственного переворота в 2003 году, что привело к реорганизации, направленной на обеспечение аполитичной армии, подчинённой гражданским политическим структурам. Армия сформирована в двух частях со штаб-квартирой на главном острове Сан-Томе и с отрядом на маленьком острове Принсипи.

## Возможности
Вооружённые силы Сан-Томе и Принсипи — это небольшая сила, которая, по общему мнению, самая маленькая в Африке — практически без средств в её распоряжении и неспособная отразить возможное вторжение. Кроме того, законодательно отсутствует потребность в персонале для развертывания за рубежом и резервных возможностей[уточнить] нет. Сообщается, что ограниченное оборудование, которым обладают военные, приближается к концу его срока службы, и хотя основное стрелковое оружие считается простым в эксплуатации и обслуживании, оно может иметь ограниченную работоспособность и могут потребовать ремонта или замены через 20 — 25 лет в условиях тропического климата. Плохая зарплата, условия труда и предполагаемый непотизм в продвижении офицеров в прошлом вызвали напряженность, о чём свидетельствуют неудачные перевороты, которые были начаты в 1995 и 2003 годах.
Эти перевороты были в конечном счете безуспешными, и после этого правительство осуществило реформы с иностранной финансовой помощью для решения основных проблем, которые были отмечены переворотами, и для работы над улучшением военно-гражданских отношений внутри страны. Эти реформы были направлены на совершенствование армии и обеспечение её более определённой роли, ориентированной на реалистичные проблемы безопасности. С 2005 года командование осуществляется президентом через министра обороны и начальника штаба Вооружённых сил. Тем не менее, напряжённость между военными и правительством островного государства сохранилась, и в феврале 2014 года военные части объявили забастовку из-за проблем с зарплатой и условиями службы.

## Состав
- Армия
- Береговая охрана
  - Корпус морской пехоты
- Национальная гвардия
- Президентская гвардия